# Plastična kirurgija
Plastična kirurgija obuhvaća kirurške zahvate pri kojima se mijenja fizički izgled osobe. 
Ovakva vrsta kirurgije ima rekonstruktivnu ili estetsku svrhu. U rekonstruktivne zahvate spadaju operacije pri kojima se ispravljaju fizičke funkcije, minimizira ili otklanja deformacija izazvana bolešću, poremećajima pri rođenju ili nesrećama. Estetski zahvati nemaju medicinsku svrhu i nisu esencijalni za fizičko zdravlje.